# 關 (密蘇里州)
關，又名帕倫特（Paront），是位於美國密蘇里州斯托達德縣的非建制地區。

## 地理
關所處的海拔為高於海平面98米（即322英呎），而該地所採用的時區為UTC-6，即北美中部時區（CST）。同時該地設有夏令時間，為UTC-6調快一小時，即UTC-5（CDT）。